# Артемьев, Александр Спиридонович
Алекса́ндр Спиридо́нович Арте́мьев (14 сентября 1924, деревня Тури-Выла — 5 августа 1998, Чебоксары) — чувашский прозаик, поэт и литературный критик, переводчик, народный писатель Чувашской АССР (1980).

## Биография
Окончив среднюю школу в деревне Штанаши Красночетайского района Чувашии в самом начале войны, ушёл на фронт. Вначале он — рядовой, затем — младший командир. После победы над нацистской Германией воевал в Маньчжурии. В боях был трижды ранен. Награждён боевой медалью.
После демобилизации работал заведующим избой-читальней в родной деревне, ответственным секретарём журналов «Ялав» и «Таван Атал», одновременно заочно учился в Литературном институте им. А. М. Горького. В эти годы опубликовал свои первые лирические стихотворения.
С 1951 года в Союзе писателей СССР.

## Произведения
Литературное творчество Александр Спиридонович начал с поэзии. На его стихи сложены любимые народом песни: «Ах, пĕлесчĕ» (Ах, знать бы), «Çуралнă çĕршыв» (Родимая сторона), «Салампи юрри» (Песнь Салампи) и другие.
Александр Артемьев переводил на чувашский язык произведения А. Пушкина, М. Лермонтова, И. Тургенева, Л. Толстого, И. Гёте и других.

### Опубликованные книги
- «Ан авăн шĕшкĕ» (Не гнись, орешник) (1950);
- «Салампи» (1956, 1960, 1966, 1983);
- «Улма йывăç авăнать» (Яблоня гнется) (1958);
- «Тăвăл умĕн» (Перед бурей) (1975);
- «Юлашки юрă» (Последняя песня) (1981);
- «Пурнăç чăнлăхĕпе писатель ăсталăхĕ» (Правда жизни и мастерство писателя) (1984);
- «Суйласа илнисем», икĕ томлă (Избранное, в 2-х томах) 1986).

## Награды
- Медаль «За отвагу» (СССР)
- Народный писатель Чувашской АССР (1980)
- орден Отечественной войны I степени
- орден «Знак Почёта»
- орден Дружбы народов.